# 德意志銀行中心
德意志銀行中心（Deutsche Bank Center），前身「時代華納中心」（Time Warner Centre），是一座位于纽约市的双子塔建筑，由两栋高750英尺（229米）的大楼组成，两楼由一个多层的中庭连接，其中为高端零售商店。

## 历史
建筑施工开始于2000年11月，封顶仪式于2003年2月27日举行。该建筑在2006年为纽约市市场价值最高的建筑。
2014年1月，时代华纳（華納兄弟探索前身）正式宣布該公司總部将在2019年從時代華納中心搬往哈德逊城市广场30号，时代华纳将時代華納中心权益作价13亿美元卖给了Related及两家财富基金。

## 图片集

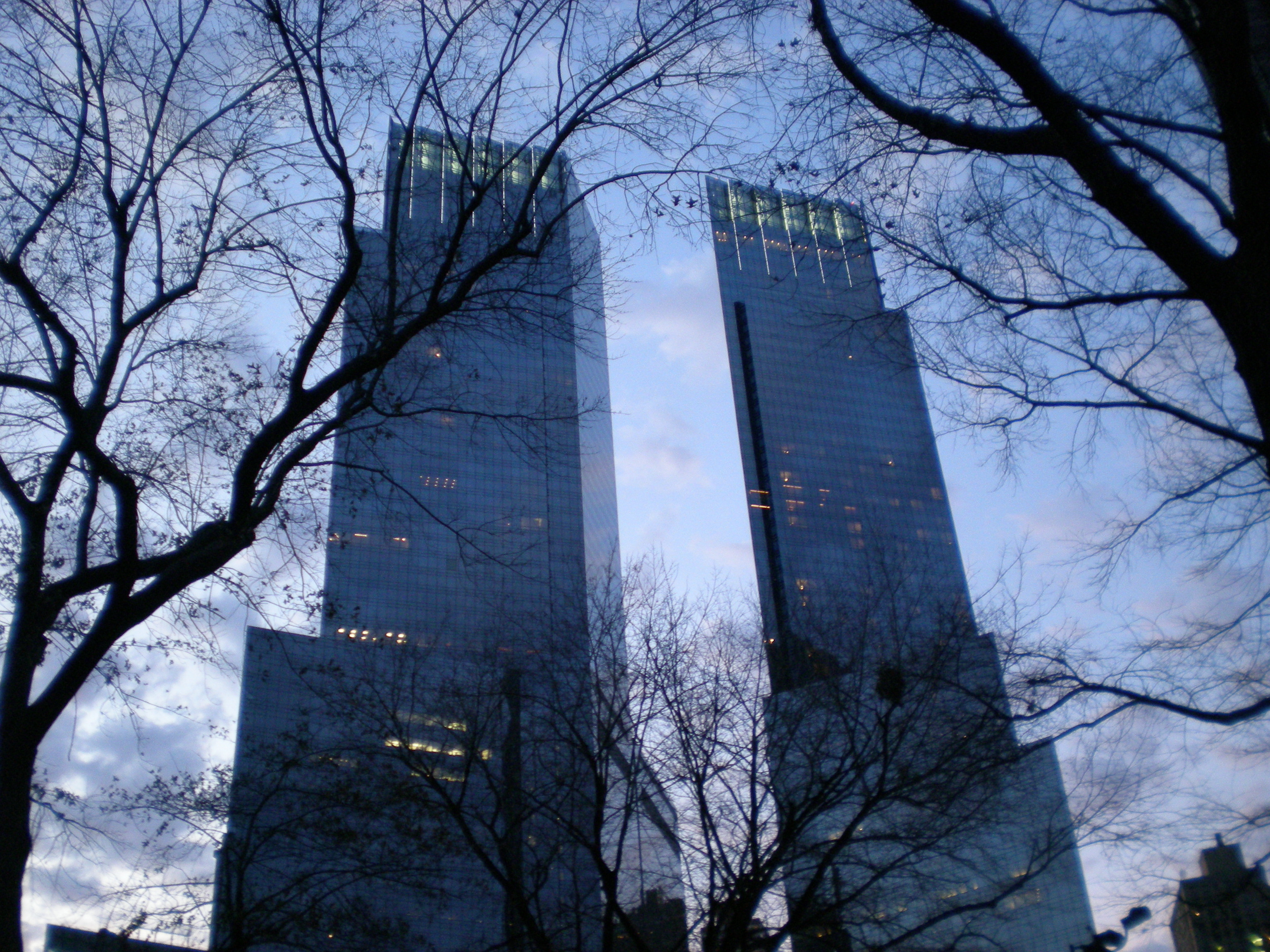
从中央公园看时代华纳中心
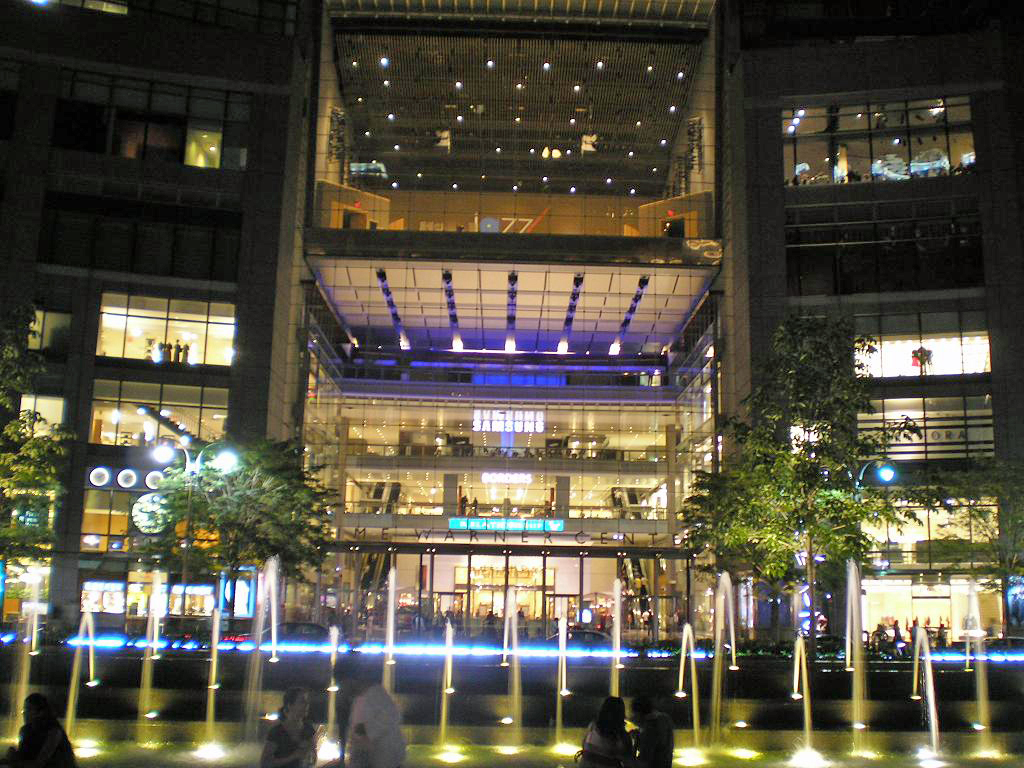
从哥倫布圓環看时代华纳中心
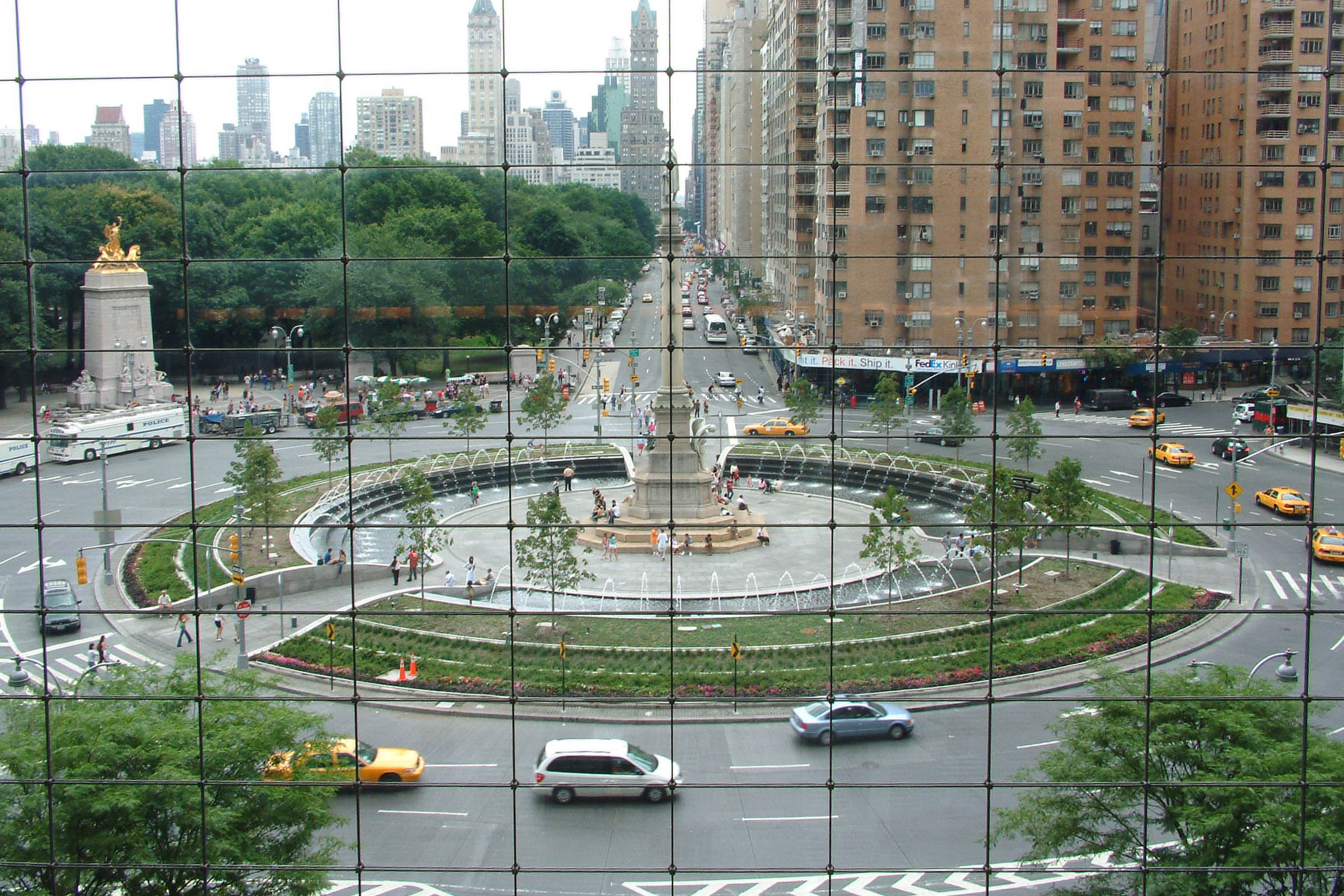
从时代华纳中心的150英尺(46)玻璃幕墙看哥倫布圓環
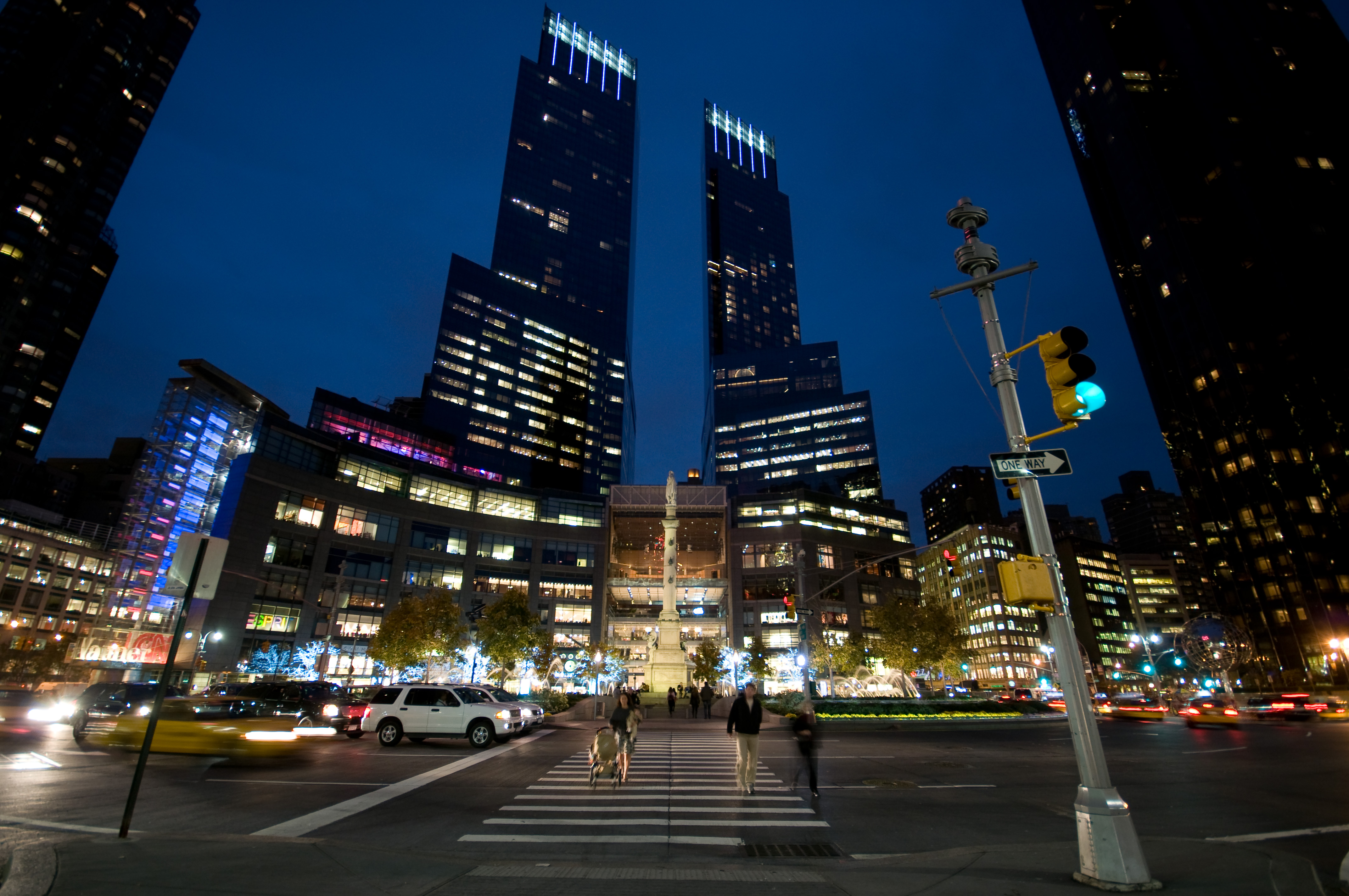
从哥倫布圓環对面看时代华纳中心